# Idaea incarnaria
Idaea incarnaria là một loài bướm đêm trong họ Geometridae.